# Lawrence Beesley
Lawrence Beesley, född 31 december 1877 i Wirksworth, Derbyshire, England, död 14 februari 1967 i Lincoln, Lincolnshire, var en engelsk lärare i naturvetenskap, journalist och författare. Beesley var en överlevare från RMS Titanics förlisning. Han reste i andra klass och var en av mycket få män i den klassen som överlevde. Han skrev boken The Loss of S.S. Titanic om sina upplevelser ombord. Några veckor efter att Beesley anlänt till New York övertalades han av flera personer att skriva den. I boken beskriver han allt han var med om från Titanics avgång i Southampton fram till det att han togs ombord på RMS Carpathia.
Beesley var fortsatt aktiv som lärare in på 1950-talet.

## Ombord på Titanic
Under kvällen den 14 april 1912 låg Beesley och läste i sin hytt på däck D. Han noterade att fartyget tycktes föras fortare fram än någonsin under resan då vibrationerna i hytten var kraftigare än tidigare. När Titanic kolliderade kände Beesley bara av det som ytterligare kraftiga vibrationer och fortsatte läsa. Men när han märkte att ångmaskinerna stannat gick han ut för att undersöka saken. Beesley tog sig ensam upp på andra klass-delen av båtdäcket men såg inget. Han frågade några kortspelade passagerare om de märkt något, och de hade sett ett isberg passera genom fönstret. De skämtade om händelsen, och en av personerna sa att han ville ha lite is till sin whisky. Efter ytterligare en tid i ovisshet kom fler passagerare ut från sina hytter, och någon ropade att passagerarna skulle ta på sina livbälten och komma upp på däck.
Beesley noterade att passagerarna höll sig lugna medan besättningen förberedde livbåtarna. När besättningen började skjuta upp raketer började många förstå situationens allvar. Beesley befann sig nu på styrbordssidan som blev nästan tom på folk. Han såg flera av livbåtarna i vattnet, när han hörde någon ropa "-fler kvinnor?". Han lutade sig över relingen och såg livbåt nummer 13 närapå full. En besättningsman frågade om det fanns kvinnor där Beesley stod men han såg inga och mannan sa då "-då är det bäst att du hoppar i". Beesley hoppade i och efter att ytterligare fem passagerare tog sig i firades båten ner.
Väl nere i havet flöt livbåten längs Titanics sida under den plats där livbåt 15 just halades ner. Passagerarna i båda båtar skrek upp mot skeppet men ingen hörde. Beesley, en eldare och pannförmannen Fred Barrett lyckades i sista stund skära av repen som höll fast livbåten i dävertarna och de kunde ro iväg. Livbåt 13 var fylld med främst tredje klass-passagerare och besättningsmän samt ett mindre antal andra klass-passagerare och en man från första klass. Båten rodde iväg samtidigt som Beesley och de andra såg Titanic sjunka allt fortare. Fartygets akter lyfte, lyset slocknade efter att ha blinkat till, och sedan följde ett öronbedövande oväsen. De såg sedan aktern sjunka närapå lodrätt. Beesley trodde inte på teorin att fartyget bröts itu, något som först 1985 kunde bekräftas.
Efter detta följde något som Beesley beskrev som något "vi alla i båten helst skulle vilja glömma för alltid". Det var ropen från de hundratals personer som nu hamnat i det iskalla vattnet. Beesleys livbåt var redan överfull och de kunde inget göra medan ropen i snabb takt dog ut.
Medan morgonen började gry kom RMS Carpathia som snappat upp Titanics nödsignaler allt närmare. Alla livbåtar började ro mot fartyget och runt klockan 4:30 kunde passagerarna i livbåten inklusive Beesley ta sig ombord.